# Пантанал
Пантанал (порт. Pantanal — „мочвара”) је једно од највећих континенталних мочварних подручја на свету. Налази се на југозападу Бразила, у центру јужноамеричког континента. Простире се на површини од око 230.000 km², на просечно 95 метара надморске висине.
Иако је ово заштићено подручје богато биљним и животињским врстама, и од 2000. на УНЕСКО-вој листи Светске баштине, оно је услед крчења вегетације и индустријализације у опасности.

## Географија
Пантанал се налази на југозападу Бразила у његовим савезним државама: Мату Гросу и Мату Гросу ду Сул. Мањи делови ове области се налазе у суседним државама на западу: Парагвају и Боливији.
Најзначајније насеље ове области, Пуерто Суарез, је на северу.

### Дефиниција
Пантанал је још увек слабо истражена и насљена мочварна равница са бројним слатководним језерима (на југу постоје и изолована слана језера – под именом Салинас) и рекама од којих је највећа река Парагвај. На овом влажном подручју се развило велико богатство биосфере.

### Транспантанеира
У месту Поконе почиње „транспантанеира“, пут дуг 145 км, који води у Пантанал. На њему постоји 127 већих или мањих дрвених мостова, који су често у лошем стању и стално се поправљају. Године 1973. почела је изградња пута север-југ који је требало да пресече ову област. Пројекат је реализован само у држави Мату Гросу. То је земљани пут, који се сваке године мора поправљати и учвршћивати. Завршава се на граници државе Мату Гросу до Сул код места Порто Жофре.

### Плавно подручје
Река Парагвај тече дужином од 600 километара дуж равница Пантанала и притом јој је пад свега 30 метара. Стога вода која падне у висоравнима на северу и рекама и потоцима стигне у низију веома споро истиче ка југу. Током кишне сезоне (од новембра до марта), велики простори равнице (приближно 80% површина) буду под водом. Дубина воде иде до једног метра. Тако је настао комплексни систем савана, плавних подручја, степенастих мочварних шума и сувих шума, као и мозаик река, језера и лагуна, који се значајно мења у складу са сменом кишне и сушне сезоне.

## Флора и фауна
У овом јединственом резервату живих врста регистровано је 665 биолошких врста птица, што је више него у целој Европи. Орнитолози нису сигурни да ли су успели да попишу све врсте у Пантаналу. Пантанал је највеће станиште хијацинтних ара у Бразилу и постало је уточиште угрожене врсте дивовска видра. Од 123 врсте сисара, ту су звери: јагуар, пума и оцелот, и врсте којима се оне хране: мочварни јелен, пекари и капибара, највећи глодари на свету, који теже до 70 килограма. Поред тога, ту је најмање 2000 биљних врста, 269 врста риба, огроман број рептила и водоземаца као и инсеката.
Птица жабиру је симбол Пантанала. У овој области живи 35 милиона кајмана.

## Значај
Један део ове области је заштићен као Национални парк Пантанал. Са 1350  то је највеће заштићено подручје обухваћено рамсарском конвенцијом из 1993. Године 2000. УНЕСКО је прогласио овај национални парк и 3 друга приватна заштићена подручја (укупна површина 1878 ) делом Светске природне баштине. Исте године је целокупно подручје Пантанала у Бразилу проглашено резерватом биосфере.

## Туризам
Већ деценијама Пантанал је омиљени циљ љубитеља природе и еко-туриста. Област је могуће упознати боравећи у локалним фазендама (сеоским имањима). До њих се у јужном делу области може доћи само авионом, док у северни део води пут „транспантанеира“.